# Ágnes Keleti
Ágnes Keleti (dekliški priimek Klein), madžarska telovadka, * 9. januar 1921, Budimpešta, Kraljevina Madžarska, † 2. januar 2025, Budimpešta, Madžarska.
Bila je madžarska telovadka in trenerka, ki je osvojila deset olimpijskih medalj. Pred smrtjo je bila najstarejša olimpijska prvakinja in dobitnica medalje, 100. rojstni dan je praznovala 9. januarja 2021, umrla pa je le nekaj dni pred 104. rojstnim dnem. Leta 1938 je začela nastopati na gimnastičnih tekmovanjih in leta 1940 je prvič postala državna prvakinja Madžarske, toda zaradi judovskega porekla so ji kasneje istega leta prepovedali sodelovati na vseh športnih tekmovanjih. Tako je lahko nadaljevala kariero šele po koncu druge svetovne vojne, toda Poletne olimpijske igre 1948 je morala izpustiti zaradi poškodbe gležnja. Prvič je na olimpijskih igrah tako nastopila leta 1952 pri 31. letih, toda skupaj z igrami leta 1956 je osvojila deset medalj, od tega pet naslovov olimpijske prvakinje, s čimer je ena najboljših madžarskih in tudi judovskih športnic vseh časov. Od leta 1957 je živela v Izraelu.